# Шјауљајска арена
Шјауљајска арена (литв. Šiaulių arena) је вишенаменска арена у Шјауљају, Литванија. У њој се обично играју кошаркашке утакмице, али и одржавају концерти. Кошаркашки клуб Шјауљај, који се тренутно такмичи у домаћој лиги и у УЛЕБ Еврокупу, користи ову арену за све његове утакмице. Шјауљај арена је отворена 25. јула 2007. и била је домаћин неким утакмицама Европског првенства у кошарци које се 2011. одржало у овој земљи.